# Юкляевский, Анатолий Андреевич
Анатолий Андреевич Юкляевский (1 июля 1911, Шадринск, Пермская губерния — 1 июня 1984, Смоленск) — советский артист театра, народный артист РСФСР.

## Биография
Анатолий Юкляевский родился 1 июля 1911 года в городе Шадринске Шадринского уезда Пермской губернии, ныне город областного подчинения Курганской области.
Рано остался без матери, воспитывался у бабушки. С ранних лет занимался самодеятельностью. Когда умерла его бабушка, Юкляевский устроился статистом в Шадринский театр. Срочную службу проходил на Балтийском флоте.
Демобилизовавшись, Юкляевский поселился в Ленинграде, устроился на работу в один из местных театров. Окончил Московскую театральную студию Народного комиссариата просвещения РСФСР, после чего играл в различных театрах Тулы, Читы, Кировограда (Кировоградский русский драматический театр им. С.М. Кирова).
С 1956 года Юкляевский жил в Смоленске, до самой своей смерти играл в Смоленском областном драматическом театре. Среди наиболее известных его ролей: Ванюшин («Дети Ванюшина»), Аркадий Счастливцев («Лес»), «Аким» («Власть тьмы»), Бунша («Иван Васильевич»). Всего же за время своей полувековой творческой деятельности он сыграл более трёхсот ролей.
Анатолий Андреевич Юкляевский умер 1 июня 1984 года, похоронен на Новом кладбище города Смоленска Смоленской области.

## Награды
- Заслуженный артист РСФСР (26 декабря 1963 года)
- Народный артист РСФСР (18 февраля 1976 года)[1].

## Память
- Установлена мемориальная доска на доме, где с 1962 по 1984 проживал А.А. Юкляевский, г. Смоленск, ул. Конёнкова, 4.

## Театральные работы
За 50 лет на сцене сыграл свыше 300 ролей.
- Ванюшин («Дети Ванюшина» С. Найденова)
- Аркадий Счастливцев («Лес» А.Н. Островского)
- Аким («Власть тьмы» Л.Н. Толстого)
- Бунша («Иван Васильевич» М.А. Булгакова)
- Фрязин («Молва» А. Салынского)
- Шуйский («Царь Фёдор Иоаннович» А.К. Толстого)
- Оргон («Тартюф» Мольера)
- Костылев («На дне» М. Горького)
- Лыняев («Волки и овцы» А.Н. Островского)
- Кнуров («Бесприданница» А.Н. Островского)
- Юсов («Доходное место» А.Н. Островского)